# Клеренс (Пенсилванија)
Клеренс (енгл. Clarence) насељено је место без административног статуса у америчкој савезној држави Пенсилванија.

## Демографија
По попису из 2010. године број становника је 626, што је 49 (8,5%) становника више него 2000. године.
| Група             | 2000.       | 2010.       |
| Белци             | 572 (99,1%) | 622 (99,4%) |
| Афроамериканци    | 0 (0,0%)    | 0 (0,0%)    |
| Азијати           | 0 (0,0%)    | 0 (0,0%)    |
| Хиспаноамериканци | 1 (0,2%)    | 2 (0,3%)    |
| Укупно            | 577         | 626         |